# Rhamphomyia japonica
Rhamphomyia japonica är en tvåvingeart som beskrevs av Frey 1950. Rhamphomyia japonica ingår i släktet Rhamphomyia och familjen dansflugor. Inga underarter finns listade i Catalogue of Life.